# Kœnigsmacker
Kœnigsmacker là một xã trong vùng Grand Est, thuộc tỉnh Moselle, quận Thionville-Est, tổng Metzervisse. Tọa độ địa lý của xã là 49° 23' vĩ độ bắc, 06° 16' kinh độ đông. Kœnigsmacker nằm trên độ cao trung bình là 251 mét trên mực nước biển, có điểm thấp nhất là 148 mét và điểm cao nhất là 306 mét. Xã có diện tích 18,4 km², dân số vào thời điểm 2004 là 1382 người; mật độ dân số là 75 người/km². Xã nằm khoảng 9 km về phía đông của Thionville, cạnh sông Mosel.

## Thông tin nhân khẩu
| 1962  | 1968  | 1975  | 1982  | 1990  | 1999  |
| ----- | ----- | ----- | ----- | ----- | ----- |
| 1 347 | 1 439 | 1 556 | 1 603 | 1 722 | 1 893 |